# Northiella
Genre
Statut de conservation UICN

 LC  : Préoccupation mineure
Northiella est un genre d'oiseaux de la famille des Psittaculidae, endémique de l'Australie.
Le genre est nommé en l'honneur de l'ornithologiste australien Alfred John North.

## Taxinomie
À la suite de l'étude phylogénique de Dolman et Joseph (2015), le Congrès ornithologique international, dans sa classification de référence (version 5.2, 2015), divise l'espèce Northiella haematogaster en deux, sa sous-espèce Northiella haematogaster narethae devenant l'espèce à part entière Northiella narethae.
Lorsque ces deux espèces ne formaient qu'un seul taxon, il était connu en tant que Perruche à bonnet bleu.

### Liste des espèces
D'après la classification de référence (version 14.2, 2024) du Congrès ornithologique international (ordre phylogénique) :
- Northiella haematogaster (Gould, 1838) – Perruche à bonnet bleu
- Northiella narethae (White, 1921)  – Perruche de Nareth